# Justicia manserichensis
Justicia manserichensis är en akantusväxtart som beskrevs av D.C. Wasshausen. Justicia manserichensis ingår i släktet Justicia och familjen akantusväxter. Inga underarter finns listade i Catalogue of Life.